# Nowy Młyn (powiat kętrzyński)
Nowy Młyn (niem. Neumühl) – mała osada mazurska w Polsce położona w województwie warmińsko-mazurskim, w powiecie kętrzyńskim, w gminie Kętrzyn na trasie linii kolejowej Kętrzyn – Korsze.
W latach 1975–1998 miejscowość administracyjnie należała do województwa olsztyńskiego.
Przez wieś przepływa Dajna.

## Historia
W pobliżu wsi znajdują się dwa grodziska pruskie.
W latach 1420–1442 powstał tu młyn wodny na potrzeby krzyżackiego zamku w Kętrzynie.
W latach 1785 i 1817 był tu jeden budynek mieszkalny.
W ostatniej fazie funkcjonowania PGR dawny młyn należał do PPGR Smokowo. Budynek młyna służył jako magazyn zbóż. Pojemność magazynowa budynku została zwiększona przez dobudowanie silosów.
Nowy Młyn należy do sołectwa Biedaszki.